# Herbert, Saskatchewan
Herbert är en ort i Kanada.   Den ligger i provinsen Saskatchewan, i den södra delen av landet, 2 400 km väster om huvudstaden Ottawa. Herbert ligger 692 meter över havet och antalet invånare är 759.
Terrängen runt Herbert är huvudsakligen platt. Herbert ligger nere i en dal. Trakten runt Herbert är nära nog obefolkad, med mindre än två invånare per kvadratkilometer.. Herbert är det största samhället i trakten. 
Trakten runt Herbert består till största delen av jordbruksmark.